# Kučovski distrikt
Kuçovski distrikt (albanski: Rrethi i Kuçovës) je jedan od 36 distrikata u Albaniji, dio Beratskog okruga. Po procjeni iz 2004. ima oko 35.000 stanovnika, a pokriva područje od 112 km². 
Nalazi se u središnjem dijelu zemlje, a sjedište mu je grad Kuçovë. Distrikt se sastoji od sljedećih općina:
- Kozare
- Kuçovë
- Perondi